# Алусијан
Алусијан (бугарски: Алусиан; грчки: Ἀλουσιάνος) је био бугарски и византијски племић, стратег теме Теодосипољ у Јерменији и један од учесника словенског устанка Петра Дељана (1040—1041).

## Детињство и младост
Алусијан је био млађи син бугарског цара Јована Владислава и његове супруге Марије. Михаило Псел, Јован Зонара и Јован Скилица пишу да је Алусијан био млађи син Арона (Самуиловог брата) што није тачно. Након очеве погибије у рату са византијским царем Василијем (1018), Алусијан је једно време пружао отпор византијским снагама на планини Томор. Коначно се и он предао након чега је добио титулу патрикија и одведен је у Цариград. У Византији није напредовао у каријери јер га пред избијање устанка затичемо као стратега теме Теодосипољ у Јерменији са истом титулом патрикија. Тамо се оженио богатом Јерменком чиме је повећао своје богатство. Избугио је наклоност цара Михаила IV Пафлагонца и његовог брата, Јована Орфанотрофа. Неправедно је отпужен од стране Орфанотрофа и пре него што је извршена истрага о томе за шта је оптужен, затражено је да плати 50 литара злата, а поред тога му је отето и женино имање у Харсиану. Алусијан је молио цара за помоћ, али је није добио. Због тога је обукао јерменско одело и, као слуга војсковође Василија Теодорокана, упутио се у Солун одакле је успео да умакне у Острово где се придружио Петру Дељану. Дељан га је усрдно примио плашећи се да га Бугари не претпоставе њему самоме јер је Алусијан имао царске крви. Овај опис Алусијановог бекства дао је Јован Скилица.

## Устанак
Псел на другачији начин описује Алусијаново придруживање устанку. Алусијан није одмах рекао ко је, већ се распитивао да ли би се устаници определили за правог потомка комитопула. Тек тада је рекао своје право име. Како се Дељан издавао за сина Гаврила Радомира тј. Самуиловог унука, њих двојица су завладали заједно. Краткотрајно током 1041. године Алусијан је носио царску титулу. Дељан је Алусијану дао војску од 40.000 људи и наредио му да опседне Солун којим је тада управљао патрикије Константин, царев синовац. Алусијан је шест дана нападао Солун, а како је био одбијан приликом сваког напада, одустао је од директних напада и предузео је опсаду. Браниоци Солуна успели су да натерају Бугаре у бекство. Око 15.000 Алусијанових војника изгубило је живот, а исто толико је заробљено. Алусијан се вратио у Острово.
После овог пораза Алусијан и Дељан сумњаше један у другог и међусобно припремаше замке. Алусијан је приредио свечани ручак на коме је ухватио и ослепео Дељана. Скилица бележи да је Алусијан након злочина побегао у Месинопољ пред цара. Цар га је послао Орфанотрофу у Цариград пошто му је претходно дао титулу магистра. Псел пише да је Алусијан након ослепљења Дељана стао на чело Бугара, али је потучен од Визатинаца. Увидевши да не може пружати отпор, прешао је на византијску страну добијајући исту титулу коју је носио и раније.
Алусијанова судбина након гушења устанка није позната. Његов син је двадесетак година касније заузимао висок положај у Византијском царству.

## Породица
Алусијанов отац био је бугарски цар Јован Владислав. Мајка му се звала Марија. Са јерменском племкињом имао је више деце, укључујући и:
- Василија, визатијског војсковођу, стратега Едесе
- Самуила, византијског војсковође теме Арменијаке
- Ћерку непознатог имена која је касније постала прва супруга цара Романа IV Диогена